# James Collins
James Michael Collins, född 23 augusti 1983, är en walesisk fotbollsspelare. Han har spelat för det walesiska landslaget.

## Karriär
Collins debuterade för Aston Villa den 13 september 2009 i en 0–1 vinst över Birmingham City.

## Meriter
Cardiff City
- FAW Premier Cup: 2001–02
- Football League One playoffvinnare: 2002–03

West Ham United
- FA-cupen: Tvåa 2006

Aston Villa
- Ligacupen: Tvåa 2010